# Ectasien
Stratigraphie
Calymmien Sténien
Paléogéographie et climat
Faune et flore
L’Ectasien est la seconde période du Mésoprotérozoïque. Elle s'étend de −1 400 Ma à −1 200 Ma,.
Vers 1 milliard 200 millions d'années avant le présent, la présence d'eucaryotes, les algues rouges Bangiomorpha pubescens, est attestée par les micro-fossiles de la formation de Hunting, dans l'île de Somerset, au Canada. C'est le plus ancien organisme multicellulaire complexe connu, capable de reproduction sexuée.

## Étymologie
Son nom vient du grec ἔκτασις, ectasis signifiant "expansion" en référence au développement des cratons durant cette période.